# Конрад Констанцский
Конрад Констанцский (нем. Konrad von Konstanz; 900 — 26 ноября 975) — епископ Констанцский с 934 по 975 год. Католический святой с 1123 года. Местночтимый святой Берлинской и Германской епархии РПЦ МП с 2006 года.

## Жизнеописание
Святой Конрад был сыном графа Генриха Альтдорфского. Мальчик обучался в духовной школе при соборе города Констанц. Недюжинные способности к усвоению знаний, а также трудолюбие, упорство и ярко выраженные организаторские способности выделяли его среди однокашников. По окончании учёбы будущий святой стал каноником и был, при активном участии аугсбургского епископа Ульриха, в 934 году посвящён в епископы Констанца. В этом сане, представляя духовную часть королевства, он стал близок двору Оттона I и вместе с ним принял участие в паломничестве в Рим, где зимой 961/962 годов стал свидетелем коронации Оттона I.
Кроме паломничества в Рим, святой Конрад трижды путешествовал в Иерусалим. Там он не только молился перед великими христианскими святынями, но и получил достаточное количество святых мощей, которые доставил в Констанц. После этих визитов он произвёл в Констанце грандиозное строительство церквей, взяв за основу те формы соборов, которые он наблюдал в вечном городе и на Святой земле. Особо святой Конрад почитал своими покровителями святых Маврикия и Лаврентия. В Констанце благодаря его энергичным усилиям были возведены церкви, освящённые в честь святых Маврикия, Иоанна Крестителя, Лаврентия и апостола Павла.
С королём Оттоном I у святителя сложились не только хорошие служебные, но даже дружеские отношения, поскольку они были родственны духовно. Уважение короля к епископу выразилось в том, что он посетил Констанц в 972 году.
После смерти святого Конрада в 975 году его тело было погребено в церкви святого Маврикия, затем мощи были перенесены в собор Констанца, а во время реформации выброшены в Боденское озеро.

## Иконография
Святитель Конрад изображается в священнических одеждах и с чашей в руке, на которой сидит паук. Это связано со средневековым преданием, согласно которому во время таинства евхаристии в чашу упал паук. Это вино выливать ни в коем случае нельзя, поскольку оно уже пресуществлено в кровь Христову. Святой Конрад выпил всё вместе с пауком. Но, по произволению Божию, во время обеда паук выбрался изо рта святителя наружу и получил полную свободу и жизнь.